# Vanwykia
Vanwykia es un género con 2 especies de arbustos pertenecientes a la familia Loranthaceae. Es originario de Sudamérica.

## Taxonomía
El género fue descrito por Delbert Wiens y publicado en Bothalia  12(3): 422 en el año 1978.  La especie tipo es Vanwykia remota (Baker & Sprague) Wiens.

## Especies
- Vanwykia remota (Baker & Sprague) Wiens
- Vanwykia rubella Polhill & Wiens